# Джим Корн
Джим Корн (англ. Jim Korn, нар. 28 липня 1957, Гопкінс) — американський хокеїст, що грав на позиції захисника, крайнього нападника. Грав за збірну команду США.

## Ігрова кар'єра
Професійну хокейну кар'єру розпочав 1979 року.
1977 року був обраний на драфті НХЛ під 73-м загальним номером командою «Детройт Ред Вінгз». 
Протягом професійної клубної ігрової кар'єри, що тривала 12 років, захищав кольори команд «Детройт Ред Вінгз», «Торонто Мейпл-Ліфс», «Баффало Сейбрс», «Нью-Джерсі Девілс» та «Калгарі Флеймс».
Виступав за збірну США.